# Leonard Nicolaas de Jong
Leonard Nicolaas de Jong (Utrecht, 30 marzo 1869 – Utrecht, 13 novembre 1937) è stato un compositore di scacchi olandese.
Dal 1895 al 1897 fu redattore della rivista Tijdschrift Van de Koninklijke Nederlandse Schaakbond. Pur non avendo composto molti problemi, è noto per l'originalità delle idee e la raffinata tecnica costruttiva.
Meindert Niemeijer, suo grande ammiratore, scrisse su di lui il primo volume della serie Probleemcomponisten (Gouda, 1941), contenente 50 sue composizioni.
Due suoi problemi:
|   | a | b | c | d | e | f | g | h |   |
| 8 | a8 cavallo del nero · b8 donna del nero · g8 alfiere del bianco · c5 pedone del bianco · c4 cavallo del bianco · e4 pedone del nero · d3 re del nero · e3 pedone del bianco · a2 alfiere del nero · f2 pedone del bianco · a1 re del bianco · b1 cavallo del nero · c1 donna del bianco · g1 cavallo del bianco | a8 cavallo del nero · b8 donna del nero · g8 alfiere del bianco · c5 pedone del bianco · c4 cavallo del bianco · e4 pedone del nero · d3 re del nero · e3 pedone del bianco · a2 alfiere del nero · f2 pedone del bianco · a1 re del bianco · b1 cavallo del nero · c1 donna del bianco · g1 cavallo del bianco | a8 cavallo del nero · b8 donna del nero · g8 alfiere del bianco · c5 pedone del bianco · c4 cavallo del bianco · e4 pedone del nero · d3 re del nero · e3 pedone del bianco · a2 alfiere del nero · f2 pedone del bianco · a1 re del bianco · b1 cavallo del nero · c1 donna del bianco · g1 cavallo del bianco | a8 cavallo del nero · b8 donna del nero · g8 alfiere del bianco · c5 pedone del bianco · c4 cavallo del bianco · e4 pedone del nero · d3 re del nero · e3 pedone del bianco · a2 alfiere del nero · f2 pedone del bianco · a1 re del bianco · b1 cavallo del nero · c1 donna del bianco · g1 cavallo del bianco | a8 cavallo del nero · b8 donna del nero · g8 alfiere del bianco · c5 pedone del bianco · c4 cavallo del bianco · e4 pedone del nero · d3 re del nero · e3 pedone del bianco · a2 alfiere del nero · f2 pedone del bianco · a1 re del bianco · b1 cavallo del nero · c1 donna del bianco · g1 cavallo del bianco | a8 cavallo del nero · b8 donna del nero · g8 alfiere del bianco · c5 pedone del bianco · c4 cavallo del bianco · e4 pedone del nero · d3 re del nero · e3 pedone del bianco · a2 alfiere del nero · f2 pedone del bianco · a1 re del bianco · b1 cavallo del nero · c1 donna del bianco · g1 cavallo del bianco | a8 cavallo del nero · b8 donna del nero · g8 alfiere del bianco · c5 pedone del bianco · c4 cavallo del bianco · e4 pedone del nero · d3 re del nero · e3 pedone del bianco · a2 alfiere del nero · f2 pedone del bianco · a1 re del bianco · b1 cavallo del nero · c1 donna del bianco · g1 cavallo del bianco | a8 cavallo del nero · b8 donna del nero · g8 alfiere del bianco · c5 pedone del bianco · c4 cavallo del bianco · e4 pedone del nero · d3 re del nero · e3 pedone del bianco · a2 alfiere del nero · f2 pedone del bianco · a1 re del bianco · b1 cavallo del nero · c1 donna del bianco · g1 cavallo del bianco | 8 |
| 7 | a8 cavallo del nero · b8 donna del nero · g8 alfiere del bianco · c5 pedone del bianco · c4 cavallo del bianco · e4 pedone del nero · d3 re del nero · e3 pedone del bianco · a2 alfiere del nero · f2 pedone del bianco · a1 re del bianco · b1 cavallo del nero · c1 donna del bianco · g1 cavallo del bianco | a8 cavallo del nero · b8 donna del nero · g8 alfiere del bianco · c5 pedone del bianco · c4 cavallo del bianco · e4 pedone del nero · d3 re del nero · e3 pedone del bianco · a2 alfiere del nero · f2 pedone del bianco · a1 re del bianco · b1 cavallo del nero · c1 donna del bianco · g1 cavallo del bianco | a8 cavallo del nero · b8 donna del nero · g8 alfiere del bianco · c5 pedone del bianco · c4 cavallo del bianco · e4 pedone del nero · d3 re del nero · e3 pedone del bianco · a2 alfiere del nero · f2 pedone del bianco · a1 re del bianco · b1 cavallo del nero · c1 donna del bianco · g1 cavallo del bianco | a8 cavallo del nero · b8 donna del nero · g8 alfiere del bianco · c5 pedone del bianco · c4 cavallo del bianco · e4 pedone del nero · d3 re del nero · e3 pedone del bianco · a2 alfiere del nero · f2 pedone del bianco · a1 re del bianco · b1 cavallo del nero · c1 donna del bianco · g1 cavallo del bianco | a8 cavallo del nero · b8 donna del nero · g8 alfiere del bianco · c5 pedone del bianco · c4 cavallo del bianco · e4 pedone del nero · d3 re del nero · e3 pedone del bianco · a2 alfiere del nero · f2 pedone del bianco · a1 re del bianco · b1 cavallo del nero · c1 donna del bianco · g1 cavallo del bianco | a8 cavallo del nero · b8 donna del nero · g8 alfiere del bianco · c5 pedone del bianco · c4 cavallo del bianco · e4 pedone del nero · d3 re del nero · e3 pedone del bianco · a2 alfiere del nero · f2 pedone del bianco · a1 re del bianco · b1 cavallo del nero · c1 donna del bianco · g1 cavallo del bianco | a8 cavallo del nero · b8 donna del nero · g8 alfiere del bianco · c5 pedone del bianco · c4 cavallo del bianco · e4 pedone del nero · d3 re del nero · e3 pedone del bianco · a2 alfiere del nero · f2 pedone del bianco · a1 re del bianco · b1 cavallo del nero · c1 donna del bianco · g1 cavallo del bianco | a8 cavallo del nero · b8 donna del nero · g8 alfiere del bianco · c5 pedone del bianco · c4 cavallo del bianco · e4 pedone del nero · d3 re del nero · e3 pedone del bianco · a2 alfiere del nero · f2 pedone del bianco · a1 re del bianco · b1 cavallo del nero · c1 donna del bianco · g1 cavallo del bianco | 7 |
| 6 | a8 cavallo del nero · b8 donna del nero · g8 alfiere del bianco · c5 pedone del bianco · c4 cavallo del bianco · e4 pedone del nero · d3 re del nero · e3 pedone del bianco · a2 alfiere del nero · f2 pedone del bianco · a1 re del bianco · b1 cavallo del nero · c1 donna del bianco · g1 cavallo del bianco | a8 cavallo del nero · b8 donna del nero · g8 alfiere del bianco · c5 pedone del bianco · c4 cavallo del bianco · e4 pedone del nero · d3 re del nero · e3 pedone del bianco · a2 alfiere del nero · f2 pedone del bianco · a1 re del bianco · b1 cavallo del nero · c1 donna del bianco · g1 cavallo del bianco | a8 cavallo del nero · b8 donna del nero · g8 alfiere del bianco · c5 pedone del bianco · c4 cavallo del bianco · e4 pedone del nero · d3 re del nero · e3 pedone del bianco · a2 alfiere del nero · f2 pedone del bianco · a1 re del bianco · b1 cavallo del nero · c1 donna del bianco · g1 cavallo del bianco | a8 cavallo del nero · b8 donna del nero · g8 alfiere del bianco · c5 pedone del bianco · c4 cavallo del bianco · e4 pedone del nero · d3 re del nero · e3 pedone del bianco · a2 alfiere del nero · f2 pedone del bianco · a1 re del bianco · b1 cavallo del nero · c1 donna del bianco · g1 cavallo del bianco | a8 cavallo del nero · b8 donna del nero · g8 alfiere del bianco · c5 pedone del bianco · c4 cavallo del bianco · e4 pedone del nero · d3 re del nero · e3 pedone del bianco · a2 alfiere del nero · f2 pedone del bianco · a1 re del bianco · b1 cavallo del nero · c1 donna del bianco · g1 cavallo del bianco | a8 cavallo del nero · b8 donna del nero · g8 alfiere del bianco · c5 pedone del bianco · c4 cavallo del bianco · e4 pedone del nero · d3 re del nero · e3 pedone del bianco · a2 alfiere del nero · f2 pedone del bianco · a1 re del bianco · b1 cavallo del nero · c1 donna del bianco · g1 cavallo del bianco | a8 cavallo del nero · b8 donna del nero · g8 alfiere del bianco · c5 pedone del bianco · c4 cavallo del bianco · e4 pedone del nero · d3 re del nero · e3 pedone del bianco · a2 alfiere del nero · f2 pedone del bianco · a1 re del bianco · b1 cavallo del nero · c1 donna del bianco · g1 cavallo del bianco | a8 cavallo del nero · b8 donna del nero · g8 alfiere del bianco · c5 pedone del bianco · c4 cavallo del bianco · e4 pedone del nero · d3 re del nero · e3 pedone del bianco · a2 alfiere del nero · f2 pedone del bianco · a1 re del bianco · b1 cavallo del nero · c1 donna del bianco · g1 cavallo del bianco | 6 |
| 5 | a8 cavallo del nero · b8 donna del nero · g8 alfiere del bianco · c5 pedone del bianco · c4 cavallo del bianco · e4 pedone del nero · d3 re del nero · e3 pedone del bianco · a2 alfiere del nero · f2 pedone del bianco · a1 re del bianco · b1 cavallo del nero · c1 donna del bianco · g1 cavallo del bianco | a8 cavallo del nero · b8 donna del nero · g8 alfiere del bianco · c5 pedone del bianco · c4 cavallo del bianco · e4 pedone del nero · d3 re del nero · e3 pedone del bianco · a2 alfiere del nero · f2 pedone del bianco · a1 re del bianco · b1 cavallo del nero · c1 donna del bianco · g1 cavallo del bianco | a8 cavallo del nero · b8 donna del nero · g8 alfiere del bianco · c5 pedone del bianco · c4 cavallo del bianco · e4 pedone del nero · d3 re del nero · e3 pedone del bianco · a2 alfiere del nero · f2 pedone del bianco · a1 re del bianco · b1 cavallo del nero · c1 donna del bianco · g1 cavallo del bianco | a8 cavallo del nero · b8 donna del nero · g8 alfiere del bianco · c5 pedone del bianco · c4 cavallo del bianco · e4 pedone del nero · d3 re del nero · e3 pedone del bianco · a2 alfiere del nero · f2 pedone del bianco · a1 re del bianco · b1 cavallo del nero · c1 donna del bianco · g1 cavallo del bianco | a8 cavallo del nero · b8 donna del nero · g8 alfiere del bianco · c5 pedone del bianco · c4 cavallo del bianco · e4 pedone del nero · d3 re del nero · e3 pedone del bianco · a2 alfiere del nero · f2 pedone del bianco · a1 re del bianco · b1 cavallo del nero · c1 donna del bianco · g1 cavallo del bianco | a8 cavallo del nero · b8 donna del nero · g8 alfiere del bianco · c5 pedone del bianco · c4 cavallo del bianco · e4 pedone del nero · d3 re del nero · e3 pedone del bianco · a2 alfiere del nero · f2 pedone del bianco · a1 re del bianco · b1 cavallo del nero · c1 donna del bianco · g1 cavallo del bianco | a8 cavallo del nero · b8 donna del nero · g8 alfiere del bianco · c5 pedone del bianco · c4 cavallo del bianco · e4 pedone del nero · d3 re del nero · e3 pedone del bianco · a2 alfiere del nero · f2 pedone del bianco · a1 re del bianco · b1 cavallo del nero · c1 donna del bianco · g1 cavallo del bianco | a8 cavallo del nero · b8 donna del nero · g8 alfiere del bianco · c5 pedone del bianco · c4 cavallo del bianco · e4 pedone del nero · d3 re del nero · e3 pedone del bianco · a2 alfiere del nero · f2 pedone del bianco · a1 re del bianco · b1 cavallo del nero · c1 donna del bianco · g1 cavallo del bianco | 5 |
| 4 | a8 cavallo del nero · b8 donna del nero · g8 alfiere del bianco · c5 pedone del bianco · c4 cavallo del bianco · e4 pedone del nero · d3 re del nero · e3 pedone del bianco · a2 alfiere del nero · f2 pedone del bianco · a1 re del bianco · b1 cavallo del nero · c1 donna del bianco · g1 cavallo del bianco | a8 cavallo del nero · b8 donna del nero · g8 alfiere del bianco · c5 pedone del bianco · c4 cavallo del bianco · e4 pedone del nero · d3 re del nero · e3 pedone del bianco · a2 alfiere del nero · f2 pedone del bianco · a1 re del bianco · b1 cavallo del nero · c1 donna del bianco · g1 cavallo del bianco | a8 cavallo del nero · b8 donna del nero · g8 alfiere del bianco · c5 pedone del bianco · c4 cavallo del bianco · e4 pedone del nero · d3 re del nero · e3 pedone del bianco · a2 alfiere del nero · f2 pedone del bianco · a1 re del bianco · b1 cavallo del nero · c1 donna del bianco · g1 cavallo del bianco | a8 cavallo del nero · b8 donna del nero · g8 alfiere del bianco · c5 pedone del bianco · c4 cavallo del bianco · e4 pedone del nero · d3 re del nero · e3 pedone del bianco · a2 alfiere del nero · f2 pedone del bianco · a1 re del bianco · b1 cavallo del nero · c1 donna del bianco · g1 cavallo del bianco | a8 cavallo del nero · b8 donna del nero · g8 alfiere del bianco · c5 pedone del bianco · c4 cavallo del bianco · e4 pedone del nero · d3 re del nero · e3 pedone del bianco · a2 alfiere del nero · f2 pedone del bianco · a1 re del bianco · b1 cavallo del nero · c1 donna del bianco · g1 cavallo del bianco | a8 cavallo del nero · b8 donna del nero · g8 alfiere del bianco · c5 pedone del bianco · c4 cavallo del bianco · e4 pedone del nero · d3 re del nero · e3 pedone del bianco · a2 alfiere del nero · f2 pedone del bianco · a1 re del bianco · b1 cavallo del nero · c1 donna del bianco · g1 cavallo del bianco | a8 cavallo del nero · b8 donna del nero · g8 alfiere del bianco · c5 pedone del bianco · c4 cavallo del bianco · e4 pedone del nero · d3 re del nero · e3 pedone del bianco · a2 alfiere del nero · f2 pedone del bianco · a1 re del bianco · b1 cavallo del nero · c1 donna del bianco · g1 cavallo del bianco | a8 cavallo del nero · b8 donna del nero · g8 alfiere del bianco · c5 pedone del bianco · c4 cavallo del bianco · e4 pedone del nero · d3 re del nero · e3 pedone del bianco · a2 alfiere del nero · f2 pedone del bianco · a1 re del bianco · b1 cavallo del nero · c1 donna del bianco · g1 cavallo del bianco | 4 |
| 3 | a8 cavallo del nero · b8 donna del nero · g8 alfiere del bianco · c5 pedone del bianco · c4 cavallo del bianco · e4 pedone del nero · d3 re del nero · e3 pedone del bianco · a2 alfiere del nero · f2 pedone del bianco · a1 re del bianco · b1 cavallo del nero · c1 donna del bianco · g1 cavallo del bianco | a8 cavallo del nero · b8 donna del nero · g8 alfiere del bianco · c5 pedone del bianco · c4 cavallo del bianco · e4 pedone del nero · d3 re del nero · e3 pedone del bianco · a2 alfiere del nero · f2 pedone del bianco · a1 re del bianco · b1 cavallo del nero · c1 donna del bianco · g1 cavallo del bianco | a8 cavallo del nero · b8 donna del nero · g8 alfiere del bianco · c5 pedone del bianco · c4 cavallo del bianco · e4 pedone del nero · d3 re del nero · e3 pedone del bianco · a2 alfiere del nero · f2 pedone del bianco · a1 re del bianco · b1 cavallo del nero · c1 donna del bianco · g1 cavallo del bianco | a8 cavallo del nero · b8 donna del nero · g8 alfiere del bianco · c5 pedone del bianco · c4 cavallo del bianco · e4 pedone del nero · d3 re del nero · e3 pedone del bianco · a2 alfiere del nero · f2 pedone del bianco · a1 re del bianco · b1 cavallo del nero · c1 donna del bianco · g1 cavallo del bianco | a8 cavallo del nero · b8 donna del nero · g8 alfiere del bianco · c5 pedone del bianco · c4 cavallo del bianco · e4 pedone del nero · d3 re del nero · e3 pedone del bianco · a2 alfiere del nero · f2 pedone del bianco · a1 re del bianco · b1 cavallo del nero · c1 donna del bianco · g1 cavallo del bianco | a8 cavallo del nero · b8 donna del nero · g8 alfiere del bianco · c5 pedone del bianco · c4 cavallo del bianco · e4 pedone del nero · d3 re del nero · e3 pedone del bianco · a2 alfiere del nero · f2 pedone del bianco · a1 re del bianco · b1 cavallo del nero · c1 donna del bianco · g1 cavallo del bianco | a8 cavallo del nero · b8 donna del nero · g8 alfiere del bianco · c5 pedone del bianco · c4 cavallo del bianco · e4 pedone del nero · d3 re del nero · e3 pedone del bianco · a2 alfiere del nero · f2 pedone del bianco · a1 re del bianco · b1 cavallo del nero · c1 donna del bianco · g1 cavallo del bianco | a8 cavallo del nero · b8 donna del nero · g8 alfiere del bianco · c5 pedone del bianco · c4 cavallo del bianco · e4 pedone del nero · d3 re del nero · e3 pedone del bianco · a2 alfiere del nero · f2 pedone del bianco · a1 re del bianco · b1 cavallo del nero · c1 donna del bianco · g1 cavallo del bianco | 3 |
| 2 | a8 cavallo del nero · b8 donna del nero · g8 alfiere del bianco · c5 pedone del bianco · c4 cavallo del bianco · e4 pedone del nero · d3 re del nero · e3 pedone del bianco · a2 alfiere del nero · f2 pedone del bianco · a1 re del bianco · b1 cavallo del nero · c1 donna del bianco · g1 cavallo del bianco | a8 cavallo del nero · b8 donna del nero · g8 alfiere del bianco · c5 pedone del bianco · c4 cavallo del bianco · e4 pedone del nero · d3 re del nero · e3 pedone del bianco · a2 alfiere del nero · f2 pedone del bianco · a1 re del bianco · b1 cavallo del nero · c1 donna del bianco · g1 cavallo del bianco | a8 cavallo del nero · b8 donna del nero · g8 alfiere del bianco · c5 pedone del bianco · c4 cavallo del bianco · e4 pedone del nero · d3 re del nero · e3 pedone del bianco · a2 alfiere del nero · f2 pedone del bianco · a1 re del bianco · b1 cavallo del nero · c1 donna del bianco · g1 cavallo del bianco | a8 cavallo del nero · b8 donna del nero · g8 alfiere del bianco · c5 pedone del bianco · c4 cavallo del bianco · e4 pedone del nero · d3 re del nero · e3 pedone del bianco · a2 alfiere del nero · f2 pedone del bianco · a1 re del bianco · b1 cavallo del nero · c1 donna del bianco · g1 cavallo del bianco | a8 cavallo del nero · b8 donna del nero · g8 alfiere del bianco · c5 pedone del bianco · c4 cavallo del bianco · e4 pedone del nero · d3 re del nero · e3 pedone del bianco · a2 alfiere del nero · f2 pedone del bianco · a1 re del bianco · b1 cavallo del nero · c1 donna del bianco · g1 cavallo del bianco | a8 cavallo del nero · b8 donna del nero · g8 alfiere del bianco · c5 pedone del bianco · c4 cavallo del bianco · e4 pedone del nero · d3 re del nero · e3 pedone del bianco · a2 alfiere del nero · f2 pedone del bianco · a1 re del bianco · b1 cavallo del nero · c1 donna del bianco · g1 cavallo del bianco | a8 cavallo del nero · b8 donna del nero · g8 alfiere del bianco · c5 pedone del bianco · c4 cavallo del bianco · e4 pedone del nero · d3 re del nero · e3 pedone del bianco · a2 alfiere del nero · f2 pedone del bianco · a1 re del bianco · b1 cavallo del nero · c1 donna del bianco · g1 cavallo del bianco | a8 cavallo del nero · b8 donna del nero · g8 alfiere del bianco · c5 pedone del bianco · c4 cavallo del bianco · e4 pedone del nero · d3 re del nero · e3 pedone del bianco · a2 alfiere del nero · f2 pedone del bianco · a1 re del bianco · b1 cavallo del nero · c1 donna del bianco · g1 cavallo del bianco | 2 |
| 1 | a8 cavallo del nero · b8 donna del nero · g8 alfiere del bianco · c5 pedone del bianco · c4 cavallo del bianco · e4 pedone del nero · d3 re del nero · e3 pedone del bianco · a2 alfiere del nero · f2 pedone del bianco · a1 re del bianco · b1 cavallo del nero · c1 donna del bianco · g1 cavallo del bianco | a8 cavallo del nero · b8 donna del nero · g8 alfiere del bianco · c5 pedone del bianco · c4 cavallo del bianco · e4 pedone del nero · d3 re del nero · e3 pedone del bianco · a2 alfiere del nero · f2 pedone del bianco · a1 re del bianco · b1 cavallo del nero · c1 donna del bianco · g1 cavallo del bianco | a8 cavallo del nero · b8 donna del nero · g8 alfiere del bianco · c5 pedone del bianco · c4 cavallo del bianco · e4 pedone del nero · d3 re del nero · e3 pedone del bianco · a2 alfiere del nero · f2 pedone del bianco · a1 re del bianco · b1 cavallo del nero · c1 donna del bianco · g1 cavallo del bianco | a8 cavallo del nero · b8 donna del nero · g8 alfiere del bianco · c5 pedone del bianco · c4 cavallo del bianco · e4 pedone del nero · d3 re del nero · e3 pedone del bianco · a2 alfiere del nero · f2 pedone del bianco · a1 re del bianco · b1 cavallo del nero · c1 donna del bianco · g1 cavallo del bianco | a8 cavallo del nero · b8 donna del nero · g8 alfiere del bianco · c5 pedone del bianco · c4 cavallo del bianco · e4 pedone del nero · d3 re del nero · e3 pedone del bianco · a2 alfiere del nero · f2 pedone del bianco · a1 re del bianco · b1 cavallo del nero · c1 donna del bianco · g1 cavallo del bianco | a8 cavallo del nero · b8 donna del nero · g8 alfiere del bianco · c5 pedone del bianco · c4 cavallo del bianco · e4 pedone del nero · d3 re del nero · e3 pedone del bianco · a2 alfiere del nero · f2 pedone del bianco · a1 re del bianco · b1 cavallo del nero · c1 donna del bianco · g1 cavallo del bianco | a8 cavallo del nero · b8 donna del nero · g8 alfiere del bianco · c5 pedone del bianco · c4 cavallo del bianco · e4 pedone del nero · d3 re del nero · e3 pedone del bianco · a2 alfiere del nero · f2 pedone del bianco · a1 re del bianco · b1 cavallo del nero · c1 donna del bianco · g1 cavallo del bianco | a8 cavallo del nero · b8 donna del nero · g8 alfiere del bianco · c5 pedone del bianco · c4 cavallo del bianco · e4 pedone del nero · d3 re del nero · e3 pedone del bianco · a2 alfiere del nero · f2 pedone del bianco · a1 re del bianco · b1 cavallo del nero · c1 donna del bianco · g1 cavallo del bianco | 1 |
|   | a | b | c | d | e | f | g | h |   |

Soluzione:
Tentativi: 1. c6?! ...Db5!

1. f3?! ... Dh2!  – 1. Af7?! ... Dh8+!
|   | a | b | c | d | e | f | g | h |   |
| 8 | g8 re del bianco · d7 pedone del nero · g7 donna del bianco · h7 pedone del nero · b5 pedone del nero · c5 pedone del nero · a2 pedone del bianco · b2 pedone del nero · d2 cavallo del bianco · a1 re del nero | g8 re del bianco · d7 pedone del nero · g7 donna del bianco · h7 pedone del nero · b5 pedone del nero · c5 pedone del nero · a2 pedone del bianco · b2 pedone del nero · d2 cavallo del bianco · a1 re del nero | g8 re del bianco · d7 pedone del nero · g7 donna del bianco · h7 pedone del nero · b5 pedone del nero · c5 pedone del nero · a2 pedone del bianco · b2 pedone del nero · d2 cavallo del bianco · a1 re del nero | g8 re del bianco · d7 pedone del nero · g7 donna del bianco · h7 pedone del nero · b5 pedone del nero · c5 pedone del nero · a2 pedone del bianco · b2 pedone del nero · d2 cavallo del bianco · a1 re del nero | g8 re del bianco · d7 pedone del nero · g7 donna del bianco · h7 pedone del nero · b5 pedone del nero · c5 pedone del nero · a2 pedone del bianco · b2 pedone del nero · d2 cavallo del bianco · a1 re del nero | g8 re del bianco · d7 pedone del nero · g7 donna del bianco · h7 pedone del nero · b5 pedone del nero · c5 pedone del nero · a2 pedone del bianco · b2 pedone del nero · d2 cavallo del bianco · a1 re del nero | g8 re del bianco · d7 pedone del nero · g7 donna del bianco · h7 pedone del nero · b5 pedone del nero · c5 pedone del nero · a2 pedone del bianco · b2 pedone del nero · d2 cavallo del bianco · a1 re del nero | g8 re del bianco · d7 pedone del nero · g7 donna del bianco · h7 pedone del nero · b5 pedone del nero · c5 pedone del nero · a2 pedone del bianco · b2 pedone del nero · d2 cavallo del bianco · a1 re del nero | 8 |
| 7 | g8 re del bianco · d7 pedone del nero · g7 donna del bianco · h7 pedone del nero · b5 pedone del nero · c5 pedone del nero · a2 pedone del bianco · b2 pedone del nero · d2 cavallo del bianco · a1 re del nero | g8 re del bianco · d7 pedone del nero · g7 donna del bianco · h7 pedone del nero · b5 pedone del nero · c5 pedone del nero · a2 pedone del bianco · b2 pedone del nero · d2 cavallo del bianco · a1 re del nero | g8 re del bianco · d7 pedone del nero · g7 donna del bianco · h7 pedone del nero · b5 pedone del nero · c5 pedone del nero · a2 pedone del bianco · b2 pedone del nero · d2 cavallo del bianco · a1 re del nero | g8 re del bianco · d7 pedone del nero · g7 donna del bianco · h7 pedone del nero · b5 pedone del nero · c5 pedone del nero · a2 pedone del bianco · b2 pedone del nero · d2 cavallo del bianco · a1 re del nero | g8 re del bianco · d7 pedone del nero · g7 donna del bianco · h7 pedone del nero · b5 pedone del nero · c5 pedone del nero · a2 pedone del bianco · b2 pedone del nero · d2 cavallo del bianco · a1 re del nero | g8 re del bianco · d7 pedone del nero · g7 donna del bianco · h7 pedone del nero · b5 pedone del nero · c5 pedone del nero · a2 pedone del bianco · b2 pedone del nero · d2 cavallo del bianco · a1 re del nero | g8 re del bianco · d7 pedone del nero · g7 donna del bianco · h7 pedone del nero · b5 pedone del nero · c5 pedone del nero · a2 pedone del bianco · b2 pedone del nero · d2 cavallo del bianco · a1 re del nero | g8 re del bianco · d7 pedone del nero · g7 donna del bianco · h7 pedone del nero · b5 pedone del nero · c5 pedone del nero · a2 pedone del bianco · b2 pedone del nero · d2 cavallo del bianco · a1 re del nero | 7 |
| 6 | g8 re del bianco · d7 pedone del nero · g7 donna del bianco · h7 pedone del nero · b5 pedone del nero · c5 pedone del nero · a2 pedone del bianco · b2 pedone del nero · d2 cavallo del bianco · a1 re del nero | g8 re del bianco · d7 pedone del nero · g7 donna del bianco · h7 pedone del nero · b5 pedone del nero · c5 pedone del nero · a2 pedone del bianco · b2 pedone del nero · d2 cavallo del bianco · a1 re del nero | g8 re del bianco · d7 pedone del nero · g7 donna del bianco · h7 pedone del nero · b5 pedone del nero · c5 pedone del nero · a2 pedone del bianco · b2 pedone del nero · d2 cavallo del bianco · a1 re del nero | g8 re del bianco · d7 pedone del nero · g7 donna del bianco · h7 pedone del nero · b5 pedone del nero · c5 pedone del nero · a2 pedone del bianco · b2 pedone del nero · d2 cavallo del bianco · a1 re del nero | g8 re del bianco · d7 pedone del nero · g7 donna del bianco · h7 pedone del nero · b5 pedone del nero · c5 pedone del nero · a2 pedone del bianco · b2 pedone del nero · d2 cavallo del bianco · a1 re del nero | g8 re del bianco · d7 pedone del nero · g7 donna del bianco · h7 pedone del nero · b5 pedone del nero · c5 pedone del nero · a2 pedone del bianco · b2 pedone del nero · d2 cavallo del bianco · a1 re del nero | g8 re del bianco · d7 pedone del nero · g7 donna del bianco · h7 pedone del nero · b5 pedone del nero · c5 pedone del nero · a2 pedone del bianco · b2 pedone del nero · d2 cavallo del bianco · a1 re del nero | g8 re del bianco · d7 pedone del nero · g7 donna del bianco · h7 pedone del nero · b5 pedone del nero · c5 pedone del nero · a2 pedone del bianco · b2 pedone del nero · d2 cavallo del bianco · a1 re del nero | 6 |
| 5 | g8 re del bianco · d7 pedone del nero · g7 donna del bianco · h7 pedone del nero · b5 pedone del nero · c5 pedone del nero · a2 pedone del bianco · b2 pedone del nero · d2 cavallo del bianco · a1 re del nero | g8 re del bianco · d7 pedone del nero · g7 donna del bianco · h7 pedone del nero · b5 pedone del nero · c5 pedone del nero · a2 pedone del bianco · b2 pedone del nero · d2 cavallo del bianco · a1 re del nero | g8 re del bianco · d7 pedone del nero · g7 donna del bianco · h7 pedone del nero · b5 pedone del nero · c5 pedone del nero · a2 pedone del bianco · b2 pedone del nero · d2 cavallo del bianco · a1 re del nero | g8 re del bianco · d7 pedone del nero · g7 donna del bianco · h7 pedone del nero · b5 pedone del nero · c5 pedone del nero · a2 pedone del bianco · b2 pedone del nero · d2 cavallo del bianco · a1 re del nero | g8 re del bianco · d7 pedone del nero · g7 donna del bianco · h7 pedone del nero · b5 pedone del nero · c5 pedone del nero · a2 pedone del bianco · b2 pedone del nero · d2 cavallo del bianco · a1 re del nero | g8 re del bianco · d7 pedone del nero · g7 donna del bianco · h7 pedone del nero · b5 pedone del nero · c5 pedone del nero · a2 pedone del bianco · b2 pedone del nero · d2 cavallo del bianco · a1 re del nero | g8 re del bianco · d7 pedone del nero · g7 donna del bianco · h7 pedone del nero · b5 pedone del nero · c5 pedone del nero · a2 pedone del bianco · b2 pedone del nero · d2 cavallo del bianco · a1 re del nero | g8 re del bianco · d7 pedone del nero · g7 donna del bianco · h7 pedone del nero · b5 pedone del nero · c5 pedone del nero · a2 pedone del bianco · b2 pedone del nero · d2 cavallo del bianco · a1 re del nero | 5 |
| 4 | g8 re del bianco · d7 pedone del nero · g7 donna del bianco · h7 pedone del nero · b5 pedone del nero · c5 pedone del nero · a2 pedone del bianco · b2 pedone del nero · d2 cavallo del bianco · a1 re del nero | g8 re del bianco · d7 pedone del nero · g7 donna del bianco · h7 pedone del nero · b5 pedone del nero · c5 pedone del nero · a2 pedone del bianco · b2 pedone del nero · d2 cavallo del bianco · a1 re del nero | g8 re del bianco · d7 pedone del nero · g7 donna del bianco · h7 pedone del nero · b5 pedone del nero · c5 pedone del nero · a2 pedone del bianco · b2 pedone del nero · d2 cavallo del bianco · a1 re del nero | g8 re del bianco · d7 pedone del nero · g7 donna del bianco · h7 pedone del nero · b5 pedone del nero · c5 pedone del nero · a2 pedone del bianco · b2 pedone del nero · d2 cavallo del bianco · a1 re del nero | g8 re del bianco · d7 pedone del nero · g7 donna del bianco · h7 pedone del nero · b5 pedone del nero · c5 pedone del nero · a2 pedone del bianco · b2 pedone del nero · d2 cavallo del bianco · a1 re del nero | g8 re del bianco · d7 pedone del nero · g7 donna del bianco · h7 pedone del nero · b5 pedone del nero · c5 pedone del nero · a2 pedone del bianco · b2 pedone del nero · d2 cavallo del bianco · a1 re del nero | g8 re del bianco · d7 pedone del nero · g7 donna del bianco · h7 pedone del nero · b5 pedone del nero · c5 pedone del nero · a2 pedone del bianco · b2 pedone del nero · d2 cavallo del bianco · a1 re del nero | g8 re del bianco · d7 pedone del nero · g7 donna del bianco · h7 pedone del nero · b5 pedone del nero · c5 pedone del nero · a2 pedone del bianco · b2 pedone del nero · d2 cavallo del bianco · a1 re del nero | 4 |
| 3 | g8 re del bianco · d7 pedone del nero · g7 donna del bianco · h7 pedone del nero · b5 pedone del nero · c5 pedone del nero · a2 pedone del bianco · b2 pedone del nero · d2 cavallo del bianco · a1 re del nero | g8 re del bianco · d7 pedone del nero · g7 donna del bianco · h7 pedone del nero · b5 pedone del nero · c5 pedone del nero · a2 pedone del bianco · b2 pedone del nero · d2 cavallo del bianco · a1 re del nero | g8 re del bianco · d7 pedone del nero · g7 donna del bianco · h7 pedone del nero · b5 pedone del nero · c5 pedone del nero · a2 pedone del bianco · b2 pedone del nero · d2 cavallo del bianco · a1 re del nero | g8 re del bianco · d7 pedone del nero · g7 donna del bianco · h7 pedone del nero · b5 pedone del nero · c5 pedone del nero · a2 pedone del bianco · b2 pedone del nero · d2 cavallo del bianco · a1 re del nero | g8 re del bianco · d7 pedone del nero · g7 donna del bianco · h7 pedone del nero · b5 pedone del nero · c5 pedone del nero · a2 pedone del bianco · b2 pedone del nero · d2 cavallo del bianco · a1 re del nero | g8 re del bianco · d7 pedone del nero · g7 donna del bianco · h7 pedone del nero · b5 pedone del nero · c5 pedone del nero · a2 pedone del bianco · b2 pedone del nero · d2 cavallo del bianco · a1 re del nero | g8 re del bianco · d7 pedone del nero · g7 donna del bianco · h7 pedone del nero · b5 pedone del nero · c5 pedone del nero · a2 pedone del bianco · b2 pedone del nero · d2 cavallo del bianco · a1 re del nero | g8 re del bianco · d7 pedone del nero · g7 donna del bianco · h7 pedone del nero · b5 pedone del nero · c5 pedone del nero · a2 pedone del bianco · b2 pedone del nero · d2 cavallo del bianco · a1 re del nero | 3 |
| 2 | g8 re del bianco · d7 pedone del nero · g7 donna del bianco · h7 pedone del nero · b5 pedone del nero · c5 pedone del nero · a2 pedone del bianco · b2 pedone del nero · d2 cavallo del bianco · a1 re del nero | g8 re del bianco · d7 pedone del nero · g7 donna del bianco · h7 pedone del nero · b5 pedone del nero · c5 pedone del nero · a2 pedone del bianco · b2 pedone del nero · d2 cavallo del bianco · a1 re del nero | g8 re del bianco · d7 pedone del nero · g7 donna del bianco · h7 pedone del nero · b5 pedone del nero · c5 pedone del nero · a2 pedone del bianco · b2 pedone del nero · d2 cavallo del bianco · a1 re del nero | g8 re del bianco · d7 pedone del nero · g7 donna del bianco · h7 pedone del nero · b5 pedone del nero · c5 pedone del nero · a2 pedone del bianco · b2 pedone del nero · d2 cavallo del bianco · a1 re del nero | g8 re del bianco · d7 pedone del nero · g7 donna del bianco · h7 pedone del nero · b5 pedone del nero · c5 pedone del nero · a2 pedone del bianco · b2 pedone del nero · d2 cavallo del bianco · a1 re del nero | g8 re del bianco · d7 pedone del nero · g7 donna del bianco · h7 pedone del nero · b5 pedone del nero · c5 pedone del nero · a2 pedone del bianco · b2 pedone del nero · d2 cavallo del bianco · a1 re del nero | g8 re del bianco · d7 pedone del nero · g7 donna del bianco · h7 pedone del nero · b5 pedone del nero · c5 pedone del nero · a2 pedone del bianco · b2 pedone del nero · d2 cavallo del bianco · a1 re del nero | g8 re del bianco · d7 pedone del nero · g7 donna del bianco · h7 pedone del nero · b5 pedone del nero · c5 pedone del nero · a2 pedone del bianco · b2 pedone del nero · d2 cavallo del bianco · a1 re del nero | 2 |
| 1 | g8 re del bianco · d7 pedone del nero · g7 donna del bianco · h7 pedone del nero · b5 pedone del nero · c5 pedone del nero · a2 pedone del bianco · b2 pedone del nero · d2 cavallo del bianco · a1 re del nero | g8 re del bianco · d7 pedone del nero · g7 donna del bianco · h7 pedone del nero · b5 pedone del nero · c5 pedone del nero · a2 pedone del bianco · b2 pedone del nero · d2 cavallo del bianco · a1 re del nero | g8 re del bianco · d7 pedone del nero · g7 donna del bianco · h7 pedone del nero · b5 pedone del nero · c5 pedone del nero · a2 pedone del bianco · b2 pedone del nero · d2 cavallo del bianco · a1 re del nero | g8 re del bianco · d7 pedone del nero · g7 donna del bianco · h7 pedone del nero · b5 pedone del nero · c5 pedone del nero · a2 pedone del bianco · b2 pedone del nero · d2 cavallo del bianco · a1 re del nero | g8 re del bianco · d7 pedone del nero · g7 donna del bianco · h7 pedone del nero · b5 pedone del nero · c5 pedone del nero · a2 pedone del bianco · b2 pedone del nero · d2 cavallo del bianco · a1 re del nero | g8 re del bianco · d7 pedone del nero · g7 donna del bianco · h7 pedone del nero · b5 pedone del nero · c5 pedone del nero · a2 pedone del bianco · b2 pedone del nero · d2 cavallo del bianco · a1 re del nero | g8 re del bianco · d7 pedone del nero · g7 donna del bianco · h7 pedone del nero · b5 pedone del nero · c5 pedone del nero · a2 pedone del bianco · b2 pedone del nero · d2 cavallo del bianco · a1 re del nero | g8 re del bianco · d7 pedone del nero · g7 donna del bianco · h7 pedone del nero · b5 pedone del nero · c5 pedone del nero · a2 pedone del bianco · b2 pedone del nero · d2 cavallo del bianco · a1 re del nero | 1 |
|   | a | b | c | d | e | f | g | h |   |

Soluzione:
1. Rh8 !  (zugzwang)
1. ...Rxa2  2. Dg8+ Ra1  3. Da8#

1. ...b4  2. Cc4 ∼  3.Dxb2#

1. ...c4  2. Dg1+  Rxa2  3. Da7#

1. ...d5  2. Dxh7 Rxa2  3. Da7#